# Vítězslav Veselý (chemik)
Vítězslav Veselý (29. prosince 1877 Molitorov u Kouřimi – 7. června 1964 Brno) byl český chemik a vysokoškolský pedagog.

## Kariéra
Narodil se do rodiny Huberta Veselého (1842–1914) a jeho druhé manželky Marie (1848–1933), rozené Wydrové. Vystudoval reálné gymnázium v Praze, Vysokou školu polytechnickou v Curychu a Univerzitu v Ženevě, stal se doktorem fyzikálních věd.
Střídal vysokoškolská působiště (Česká vysoká škola technická v Praze, po 1. světové válce na Vysoké škole technické v Brně) s praxí praktického technologa (sklárny Kavalier v Sázavě, svíčkárny a voskárny v Mladé Boleslavi, dva roky v čínských sklárnách Yao Hsu Glass Comp.). Věnoval se organické chemii a technologii skla, tuků, dehtů a barviv.
V Brně byl v roce 1921 jmenován řádným profesorem a v letech 1930 až 1931 byl rektorem Vysoké školy technické v Brně. Ve 20. a 30. letech byl opakovaně děkanem oboru chemického inženýrství. Jeho působení na vysokoškolské půdě přerušilo až uzavření českých vysokých škol 17. listopadu 1939. Od ledna 1944 byl vězněm koncentračních táborů Terezín a Buchenwald.
Po válce byl v roce 1945 znovu krátce rektorem brněnské techniky. Přednášel zde až do roku 1950, kdy byla škola uzavřena, a poté na brněnské Vysoké škole stavitelství, a to i novou specializaci technologie plastických hmot. Odbornou kariéru uzavřel jako technolog brněnského podniku Lachema.

## Dílo
Napsal řadu vědeckých prací, referátů a informačních článků v českých i zahraničních časopisech a učebnic. V 50. letech sestavil a vydal s kolektivem autorů monografii Tuky a vosky. O svém dvouletém působení v Číně napsal knihu O mé cestě do Číny.

## Ocenění
V letech 1923 až 1938 působil jako stálý československý delegát v radě Mezinárodní unie pro čistou a užitou chemii. Na konci 30. let 20. století byl jmenován mimořádným členem České akademie věd a umění II. třídy. Byl vyznamenán Řádem práce (1957) a titulem akademik.

## Rodina
Oženil se v červenci 1920 s Helenou Polákovou, měli spolu syna Karla a dceru Alenu (provdaná Štěpánková).